# Mercedes-Benz Classe A
La Mercedes-Benz Classe A è un modello di autovettura prodotta dalla casa automobilistica tedesca Mercedes-Benz. La prima generazione (W168) fu introdotta nel 1997 e una seconda generazione (W169) nel 2004. Quest'ultimo modello fu disponibile nella versione a 5 porte o 3 porte (Coupé). La terza generazione (W176), lanciata nel 2012, pur riprendendo il nome, introdusse una impostazione e una filosofia completamente diversa, riprese nel 2018 con l'arrivo della quarta generazione (W177).

## Storia
La storia della nascita della Classe A affonda le sue radici già nei primi anni ottanta: fu infatti nel 1982 che la Casa di Stoccarda cominciò ad accarezzare l'idea di ampliare verso il basso la propria gamma, fino a quel momento costituita essenzialmente da grandi berline eleganti, lussuose e raffinate. Un primo passo verso l'espansione della Casa in segmenti di mercato inferiori si ebbe già proprio in quel 1982, con il lancio della 190, una berlina a tre volumi più compatta di quelle già in listino e che avrebbe raccolto un grande successo di vendite. Ma l'allora gruppo Daimler-Benz voleva espandersi ancora più in basso senza tuttavia dare l'idea di voler abbandonare la sua aura di eleganza e raffinatezza che da sempre l'aveva caratterizzata.
Voleva una vettura compatta sì, anche per la città, ma allo stesso tempo sfiziosa e alla moda, lussuosa e rifinita. Per questo la gestazione della futura Classe A si rivelò così lunga e complicata. Il 1982 fu anche l'anno in cui Mercedes-Benz presentò il suo primo prototipo di vettura da città, denominato NAFA e piuttosto spigoloso nelle linee. Ma fu nei primi anni del decennio seguente che il progetto entrò nel vivo, con tutto un susseguirsi di proposte di stile. Fu tra l'altro proprio alla fine del 1992 che trapelò la notizia relativa al fatto che la nuova compatta di Casa Mercedes-Benz avrebbe avuto una carrozzeria di tipo monovolume, una scelta quantomai inconsueta e inaspettata per una Casa come quella della stella a tre punte.

## Le serie

### Prima serie (W168, 1997-2004)

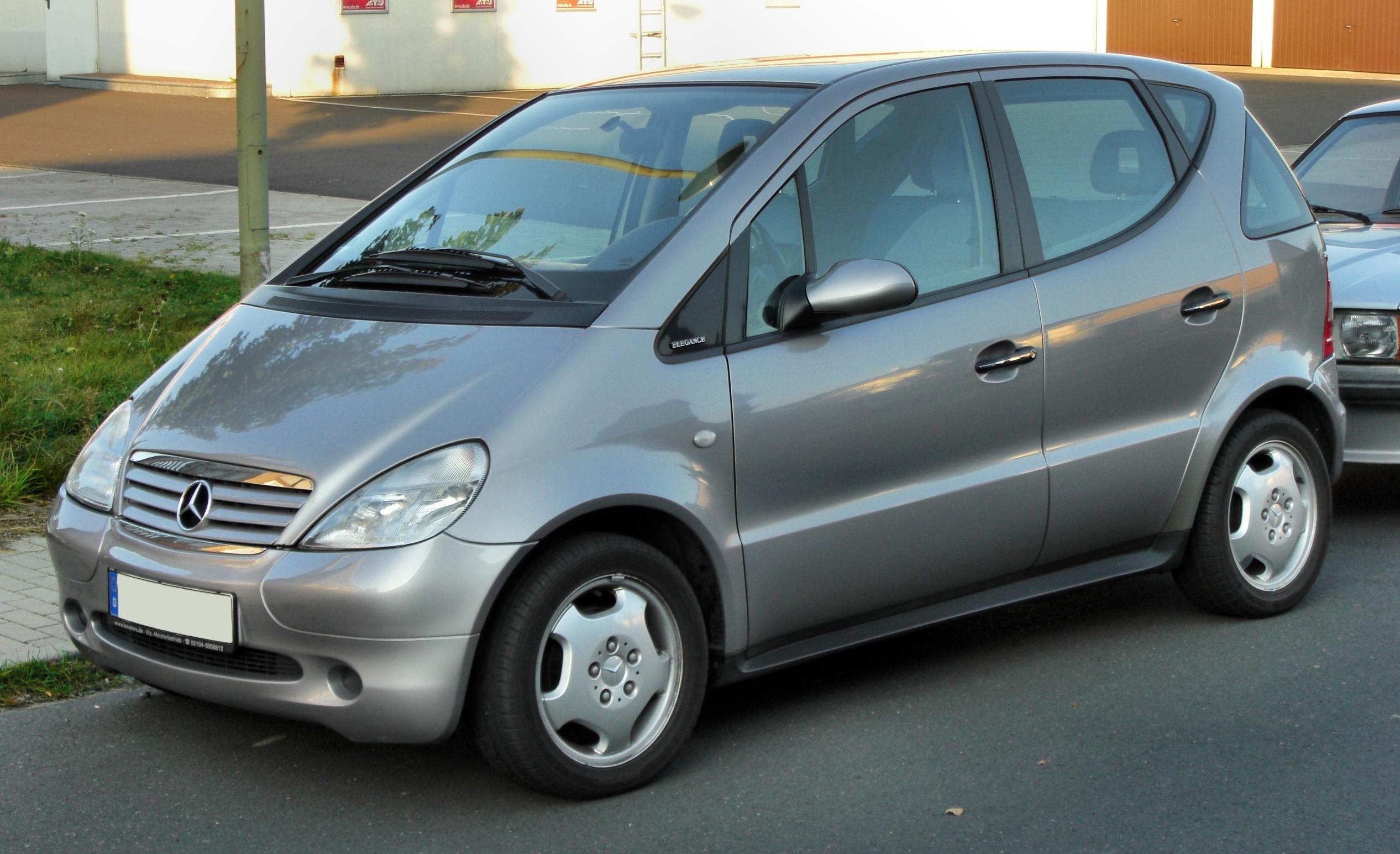

La produzione della Classe A W168 iniziò nel 1997. Era la prima automobile Mercedes a trazione anteriore. Da allora, in tutto il mondo ne sono state vendute più di un milione di esemplari.
Una tra le innovazioni della W168 era un sistema di assorbimento degli urti frontali chiamato "a sandwich" (vedi i brevetti DE4326 9 e DE4400132 registrati da Mercedes-Benz). Nel caso di un violento impatto frontale, il motore e la trasmissione si sganciano e scivolano sotto il pavimento della vettura salvaguardando l'ambiente dei passeggeri.
Preceduta da una campagna pubblicitaria su scala mondiale lanciata con oltre due anni di anticipo sull'effettiva uscita in produzione, la W168 divenne tristemente famosa nel 1997, fallendo il tradizionale "test dell'alce" eseguito dal giornale svedese Teknikens Värld, ribaltandosi. Mercedes richiamò tutte le vetture vendute (2.600) e interruppe la produzione, finché il problema non venne risolto aggiungendo il sistema di stabilità ESP e modificando le sospensioni. Fu il primo sistema di controllo di stabilità installato in piccole automobili.

### Seconda serie (W169, 2004-2012)

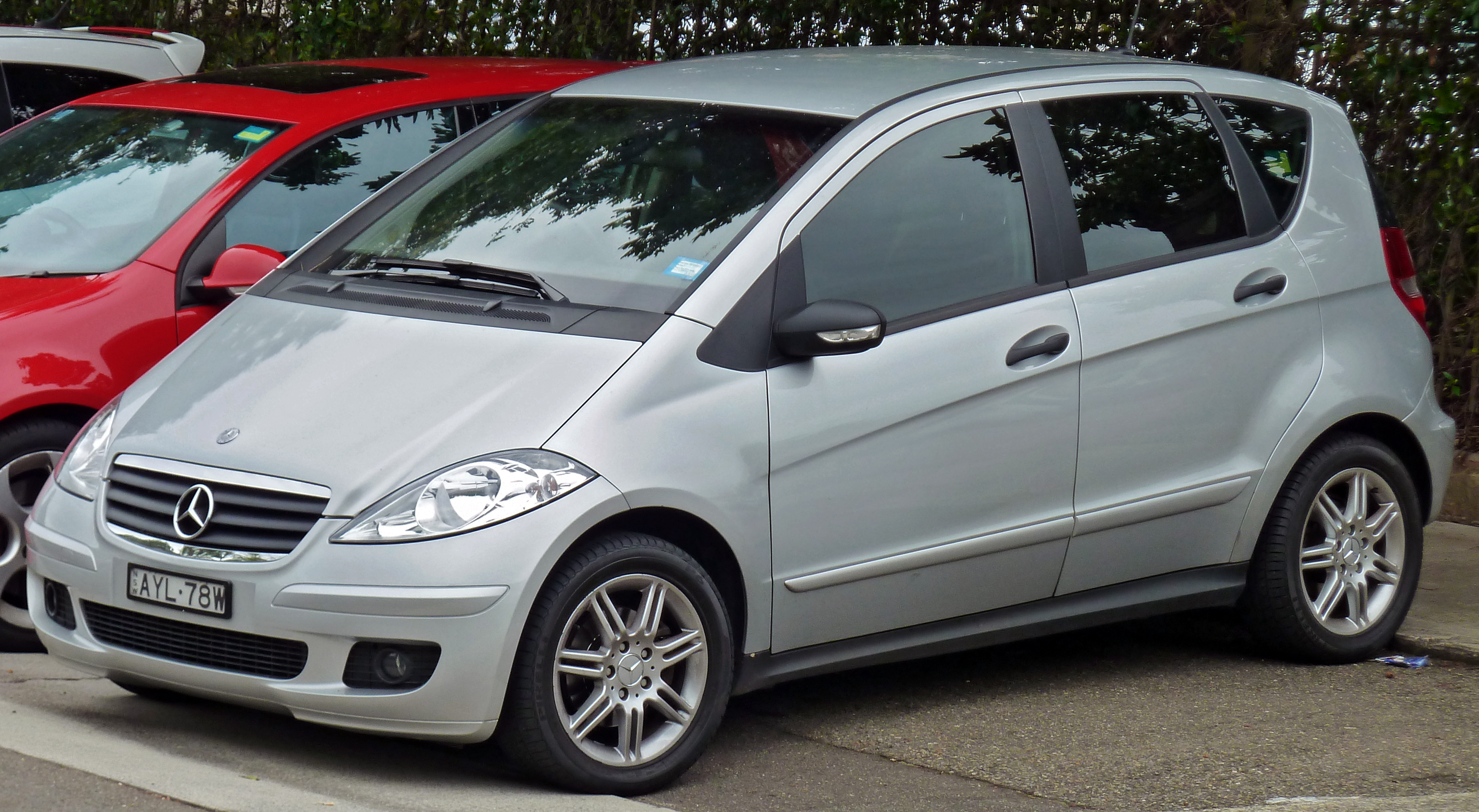

La seconda generazione di Classe A, la W169, è stata ufficialmente presentata nella fabbrica Mercedes di Stoccarda il 28 giugno 2004. È più lunga della vecchia versione a passo lungo, ma soprattutto larga come un'auto di categoria superiore, ed è disponibile sia a tre che a cinque porte. Con la nuova versione sia gli interni che gli esterni hanno un maggior "family feeling" con il top della produzione della casa di Stoccarda. L'"entry level" A140 viene rimpiazzata dalla A150, i freni a disco sono ora di serie su tutte e quattro le ruote. Sottoposta nuovamente al crash test dell'EuroNCAP nel 2005 ha conseguito le 5 stelle di valutazione.
Nel 2008 la Classe A ha subito un restyling estetico che ha coinvolto sia la sezione anteriore che quella posteriore, con un nuovo disegno dei fari e della griglia anteriore che, seguendo i dettami attuali della moda automobilistica, rende l'idea di un maggiore "family feeling" con le altre autovetture del gruppo come le Classe B e Classe M. Gli interni restano invece invariati rispetto a quelli della precedente versione.

### Terza serie (W176, 2012-2018)

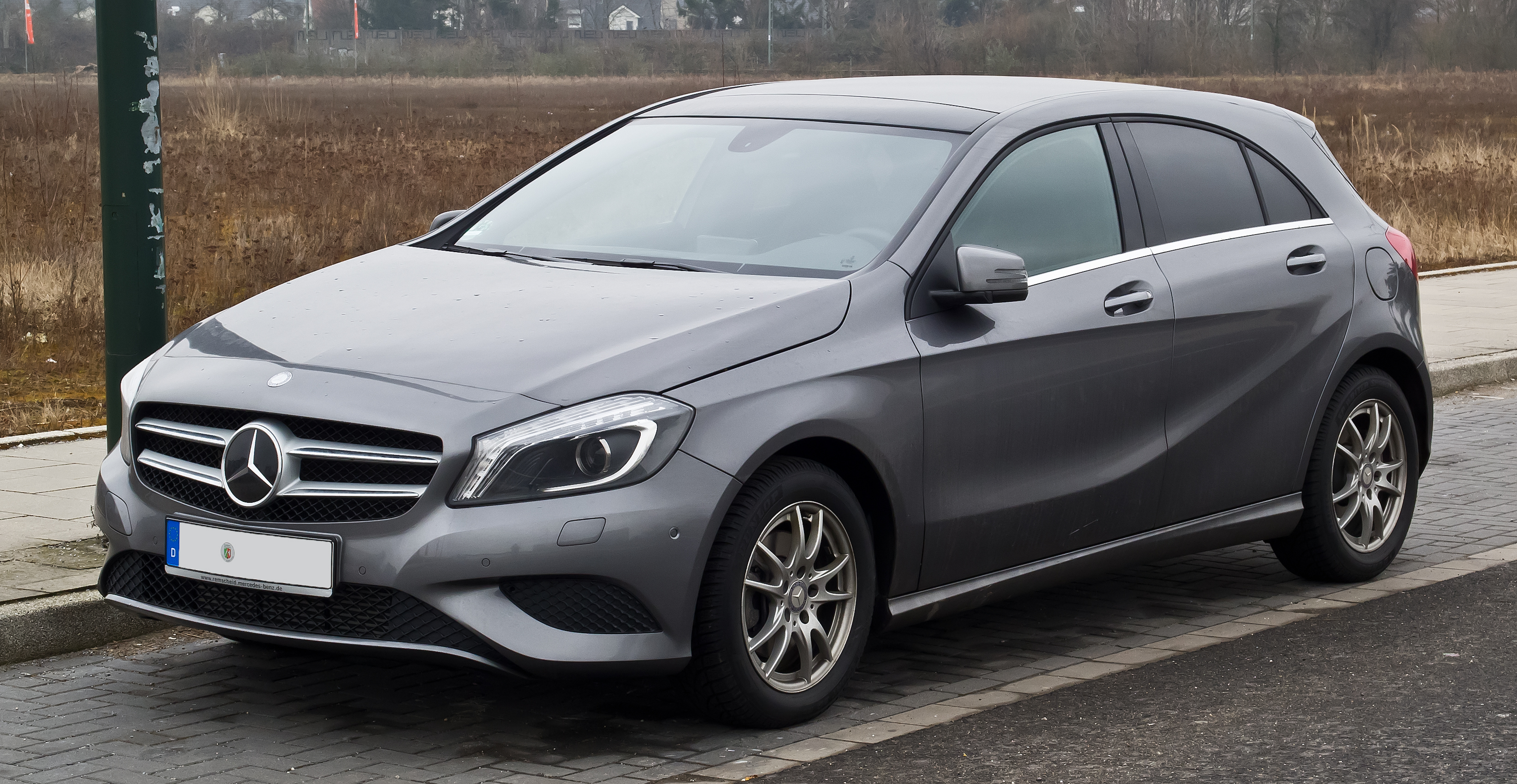

In vendita dal 2012, rappresenta un cambiamento significativo rispetto al modello precedente, sia nel design che nella tecnologia. La terza generazione della Classe A abbandona la configurazione di tipo monovolume in favore di un design a due volumi, collocandosi nel segmento C premium, accanto a modelli come Audi A3, BMW Serie 1 e Volvo V40. Questo nuovo orientamento della casa tedesca Mercedes-Benz, ha conferito alla vettura un aspetto più sportivo. Strutturalmente, è stato sostituito il vecchio pianale a sandwich, sofisticato, ma costoso da produrre, con un pianale più tradizionale, tecnicamente e strettamente legato alla Classe B lanciata nel 2011 e alla Classe CLA introdotta invece nel 2013.

### Quarta serie (W177, dal 2018)

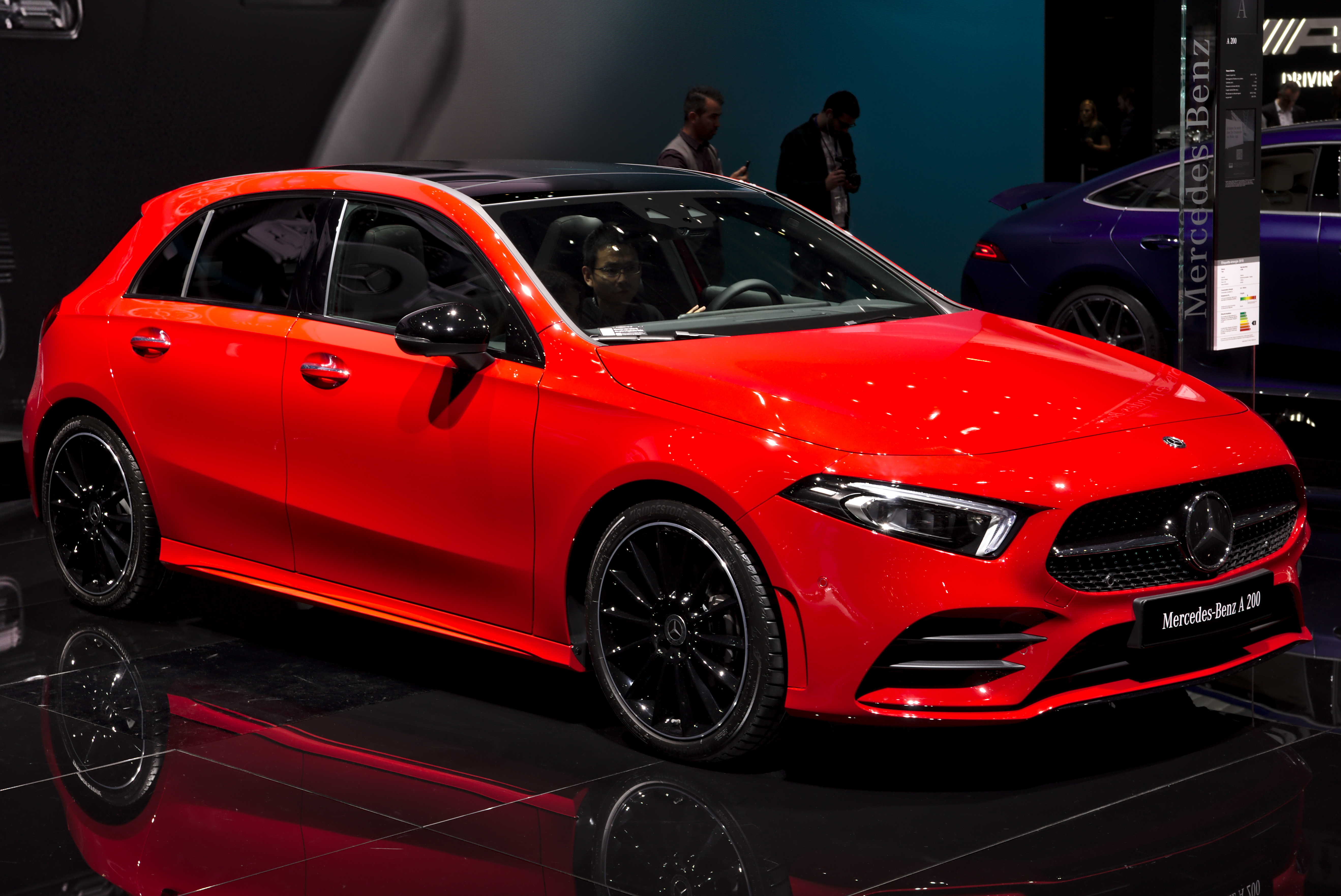

Nel 2018 è stata presentata a Ginevra la quarta generazione della Classe A, siglata stavolta W177. Più grande della W176 (oltre 11 cm in più in lunghezza), ne riprende tuttavia l'impostazione generale della carrozzeria, ma adeguandola al più recente corso stilistico Mercedes-Benz, già inaugurato con il lancio, avvenuto poco tempo prima, della terza generazione della CLS. In virtù dell'alleanza fra la Daimler AG (detentrice del marchio Mercedes-Benz) e l'alleanza Renault-Nissan-Mitsubishi, la quarta generazione della Classe A utilizza al suo debutto motori provenienti in gran parte dalla produzione del colosso franco-nipponico, in particolare il 1.5 a gasolio e il 1.3 a benzina. La W177 è anche la prima Classe A a essere dotata di un primo sistema di guida autonoma, mutuato direttamente dalla ben più esclusiva Classe S.
Nel 2019 è annunciato il lancio della Classe A Berlina, l’inedita variante "con la coda" di Classe A. La nuova Berlina presenterà una lunghezza superiore di 13 cm rispetto al modello W177 rivelando un vano bagagli più ampio con un volume di carico di 420 litri. Anche Classe A Berlina sarà proposta con sistema multimediale MBUX (Mercedes-Benz User Experience) di serie e comandi vocali e avrà disponibili tutti i sistemi di sicurezza presenti nel modello W177. Al momento del lancio saranno però disponibili soltanto due motorizzazioni: Classe A Berlina 200 turbobenzina con 163 CV e Classe A Berlina 180 d turbodiesel con 116 CV entrambe le versioni con cambio automatico doppia frizione 7G-Dct e trazione anteriore.

## Produzione
La DaimlerChrysler ha investito 900 milioni di euro per la messa in funzione dello stabilimento di Rastatt, dove viene prodotta la Classe A, creando un totale di 4700 nuovi posti di lavoro.
Nel 1999 la Mercedes ha aperto nel Minas Gerais in Brasile la sua prima fabbrica in Sud America dedicata alla costruzione di automobili con un investimento di 840 milioni di dollari e 10.000 impiegati. L'impianto ha prodotto all'inizio i modelli della Classe A unitamente a quelli della Classe C, assemblando i pezzi in arrivo dalla madrepatria tedesca. Il target di clientela che la casa voleva raggiungere era quello delle maggiori nazioni del continente, dal Messico all'Argentina, di conseguenza provvide ad alcune modifiche ai modelli per adattarli alle condizioni del mercato; ad esempio un irrobustimento delle protezioni al motore in considerazione della scarsa qualità media delle strade. La produzione nello stabilimento sudamericano è terminata nel 2005.
| Differenze tra W168, W169, W176 e W177 |           |           |                |                 |
| Specifica                              | W177      | W176      | W169 (5 porte) | W168 (standard) |
| Lunghezza (mm)                         | 4.419     | 4.292     | 3.883          | 3.606           |
| Larghezza (mm)                         | 1.796     | 1.780     | 1.764          | 1.719           |
| Altezza (mm)                           | 1.440     | 1.433     | 1.593          | 1.587           |
| Interasse (mm)                         | 2.729     | 2.699     | 2.568          | 2.423           |
| Capacità vano di carico                | 370-1.210 | 341-1.157 | 435-1.370      | 390-1.190       |